# Kebon Pisang
Kebon Pisang is een bestuurslaag in het regentschap Kota Bandung van de provincie West-Java, Indonesië. Kebon Pisang telt 12.068 inwoners (volkstelling 2010).